# Златогузка
Златогузка, или золотистый шелкопряд, или золотучка (лат. Euproctis chrysorrhoea) — вид бабочек из подсемейства волнянок.

## Описание
Размах крыльев примерно от 30 до 35 мм, что больше, чем у похожей на неё желтогузки (Euproctis similis). Бабочки отличаются размерами жёлтой области на брюшке. У самцов брюшко на конце ржаво-красного цвета, в то время как у самок брюшко имеет более широкую коричневатую область. У некоторых особей дополнительно имеется ещё жёлто-коричневая щетина в задней части тела. Верхняя сторона крыльев белая без чёрных пятен, характерных для желтогузки.

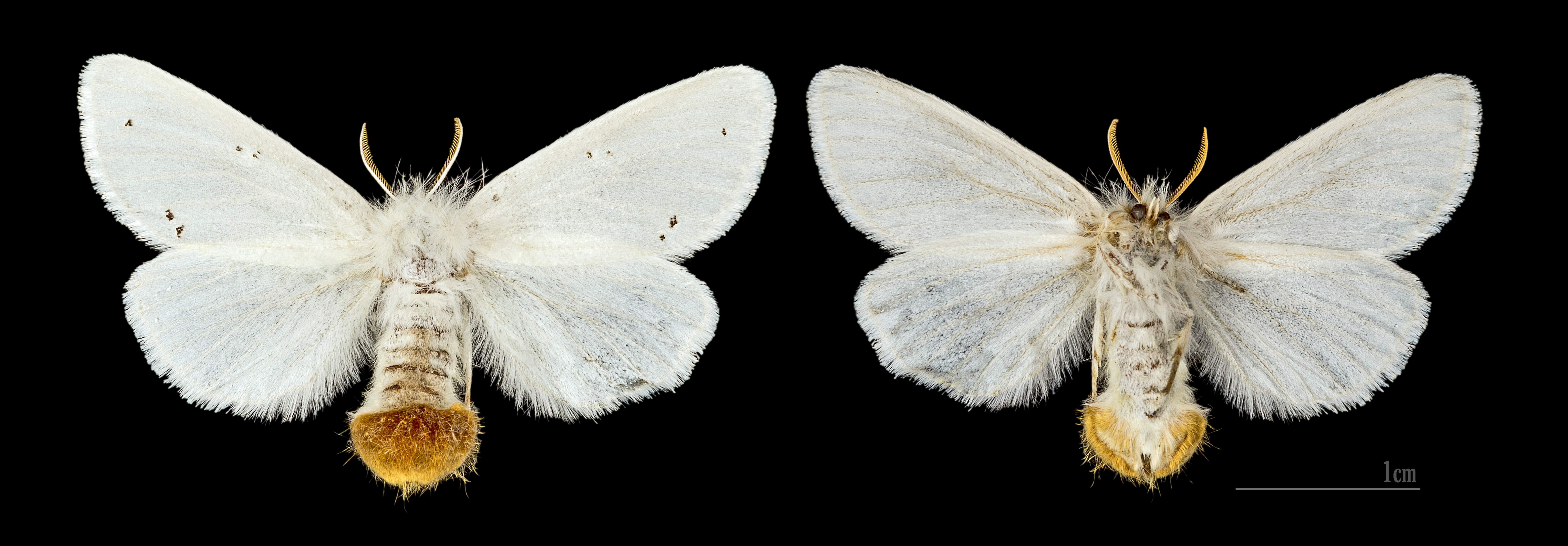
♀
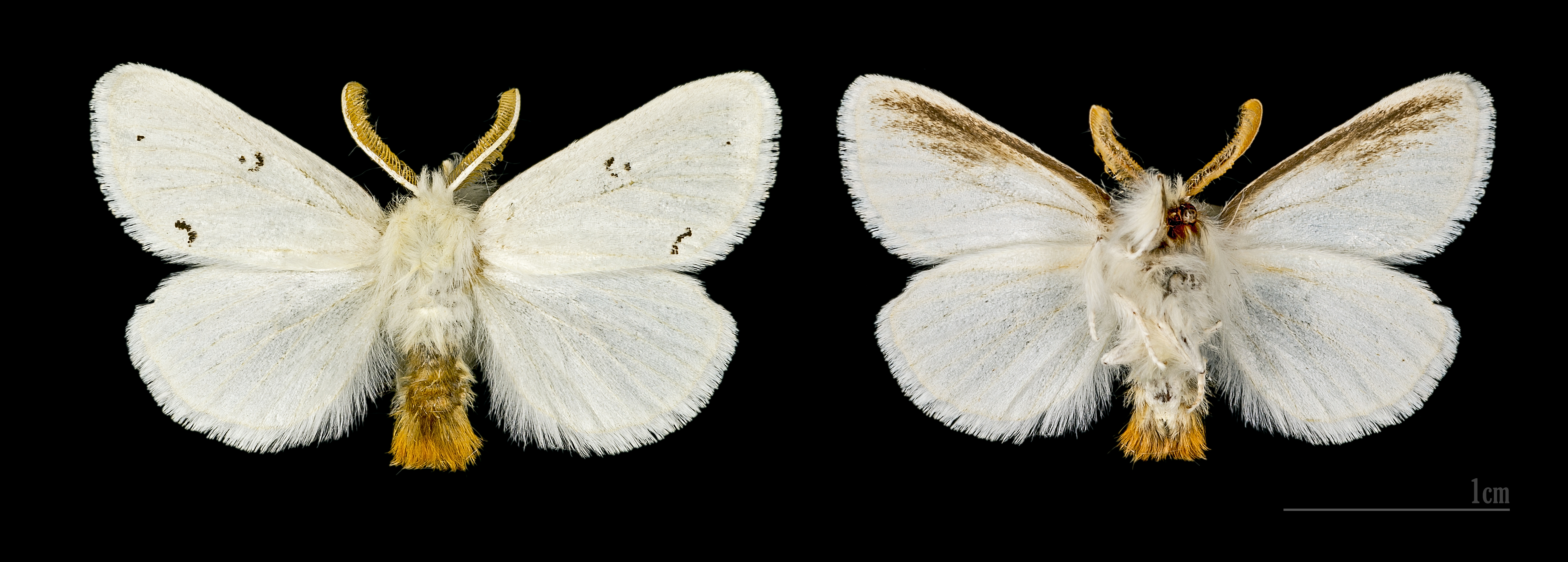
♂

## Распространение
Вид распространён во всей Европе, вплоть до Центральной Швеции и юга Финляндии. Затем в юго-западном Средиземноморье, на Иберийском полуострове и на востоке до России. В Северную Америку вид был занесён примерно 100 лет назад.

## Место обитания
Самыми важными биотопами являются парки и фруктовые сады. Раньше домом златогузки были светлые лиственные смешанные леса.

## Образ жизни
Самка откладывает примерно 200 яиц в кучу, затем распределяет волосы с задней части своего туловища для защиты от хищников. Теперь кладка выглядит как древесная губка, и поэтому птицы не могут сразу её обнаружить.
С сентября по июнь появляются гусеницы, которые остаются вместе ещё некоторое время. Летом они вместе связывают листья крупными, белыми, пушистыми нитями длиной от 8 до 10 см.
Гусеницы длиной примерно от 35 до 40 мм, серо-чёрного цвета, с бело-красным рисунком и длинным волосяным покровом. Они питаются чаще лиственными деревьями, такими как дуб, вишня, слива, яблоня и груша.
Гусеницы зимуют группами в зимнем гнезде.
Лёт с конца июня до начала августа.

## Вред
Вид предпочитает деревья и кусты в открытом ландшафте, а также фруктовые деревья в садах. Часто доходит до сплошного объедания, таким образом, златогузка рассматривается как вредитель.
Прикосновение к гусенице может вызвать сыпь на руках, возможны рубцы на коже и проблемы с дыханием.

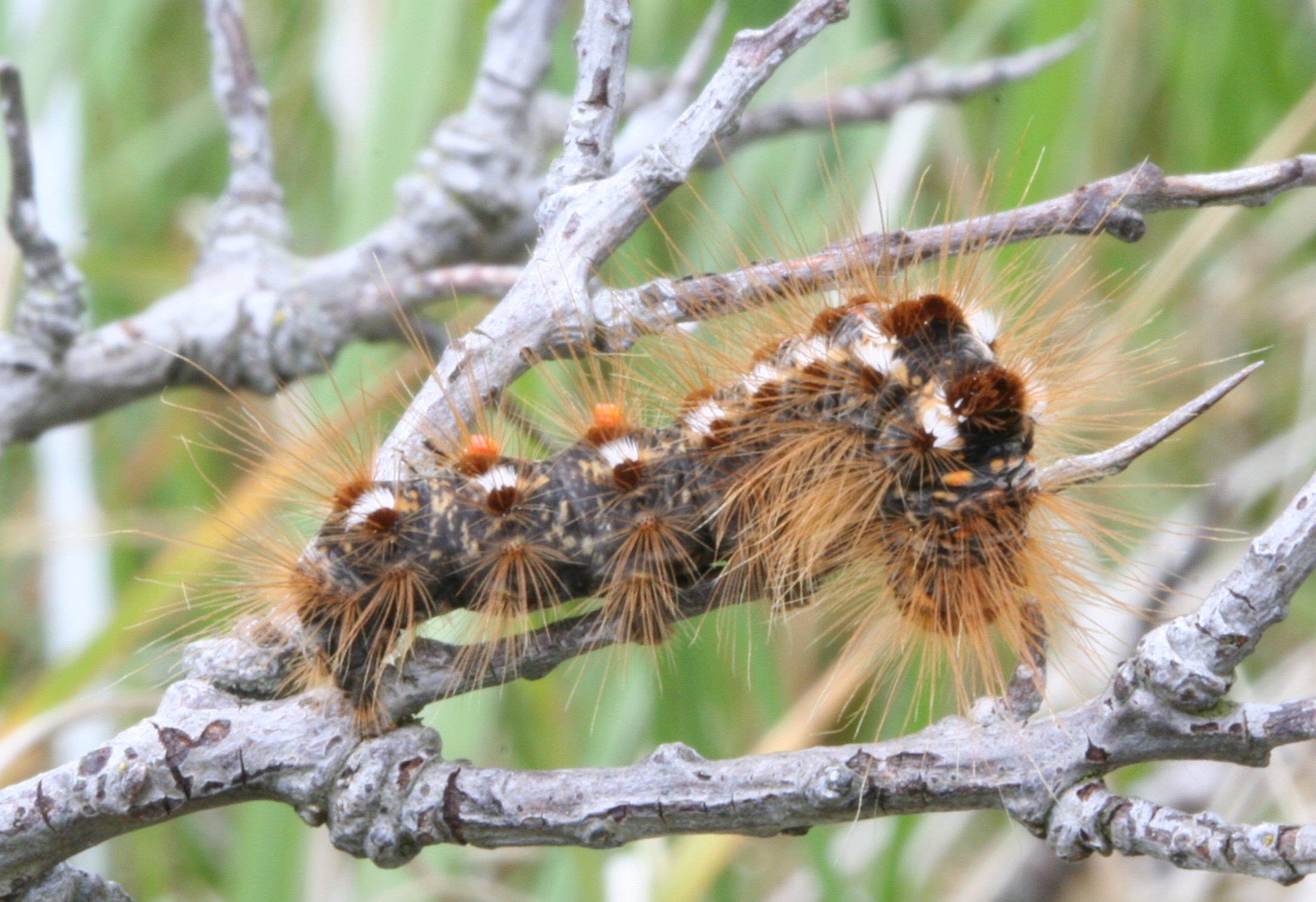
Гусеница
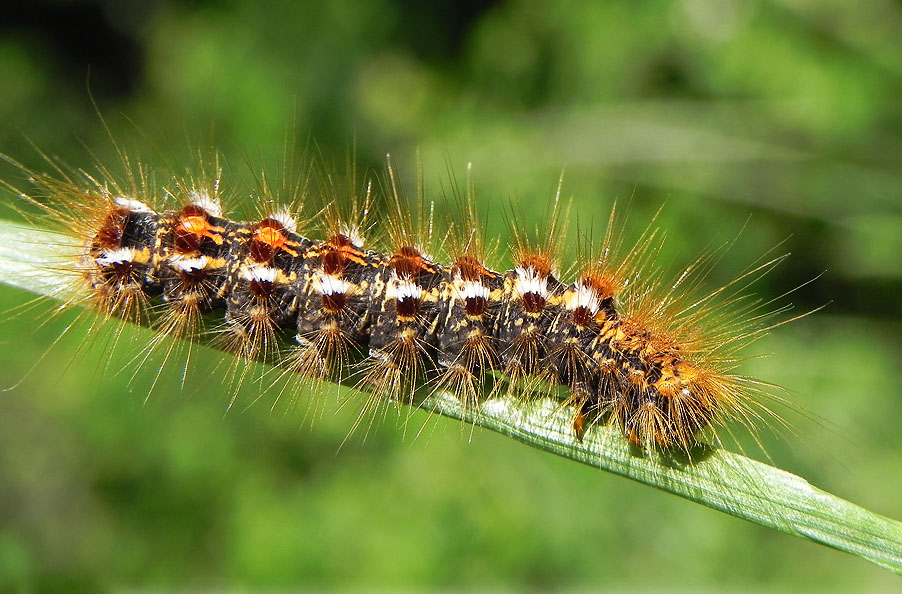
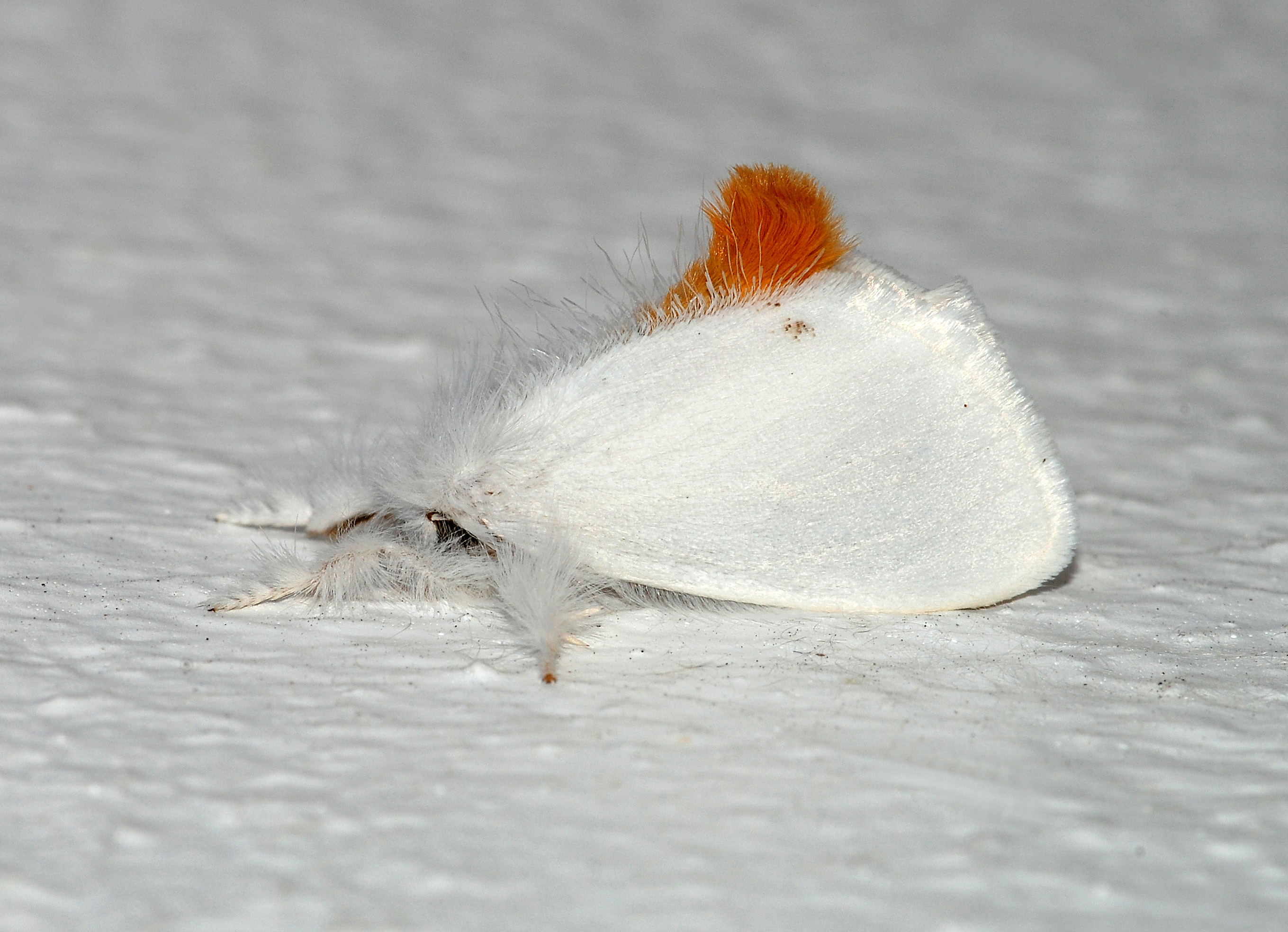
Имаго
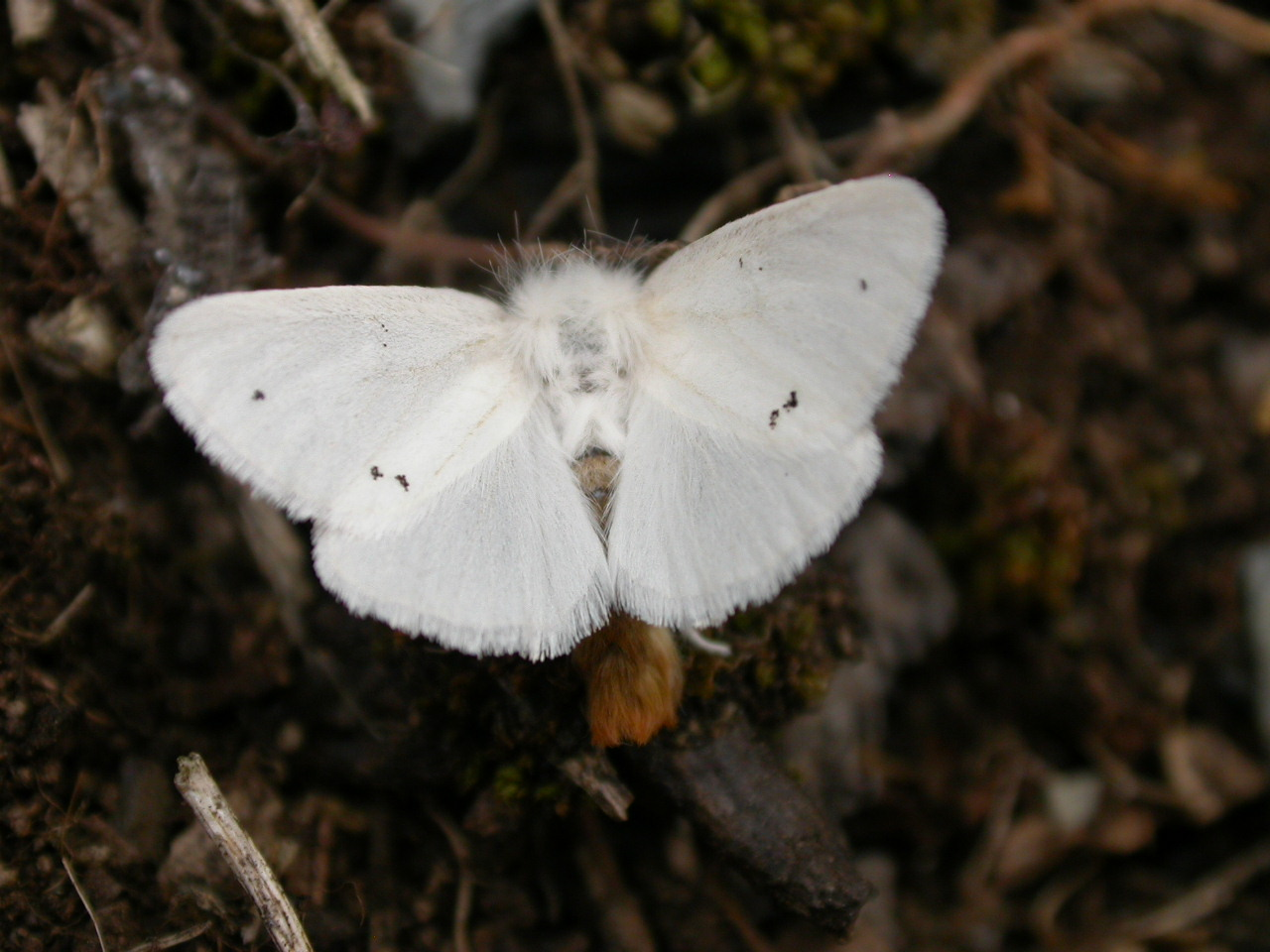
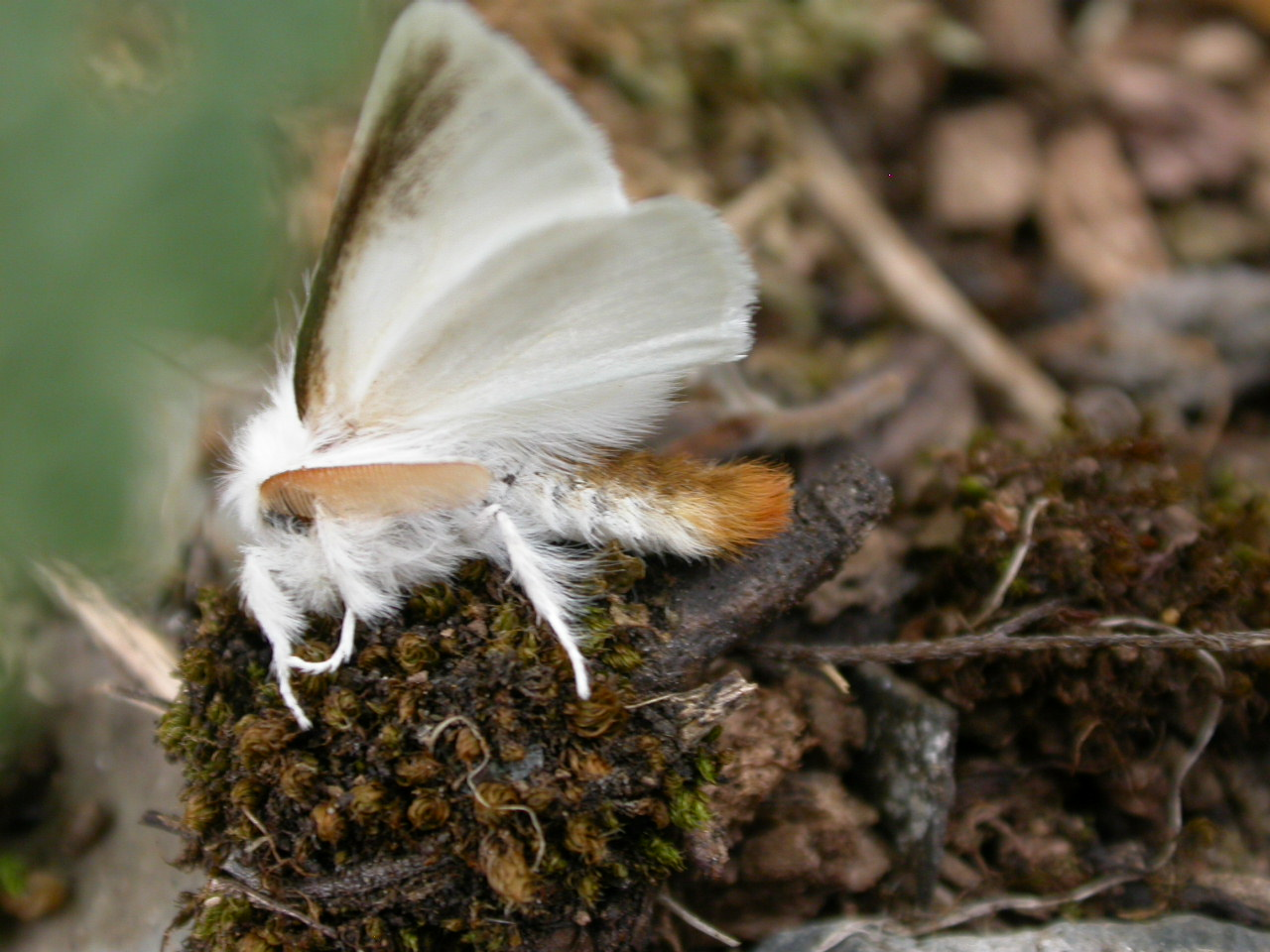